# 伯沃什机场
伯沃什机场（英語：Burwash Airport）是位于加拿大育空地区城镇伯沃什兰丁的一个机场，机场距离小镇约2海里（3.7；2.3英里）；机场处在海拔2,645英尺（806米）的高度。该机场由育空地区政府运营。

## 图集

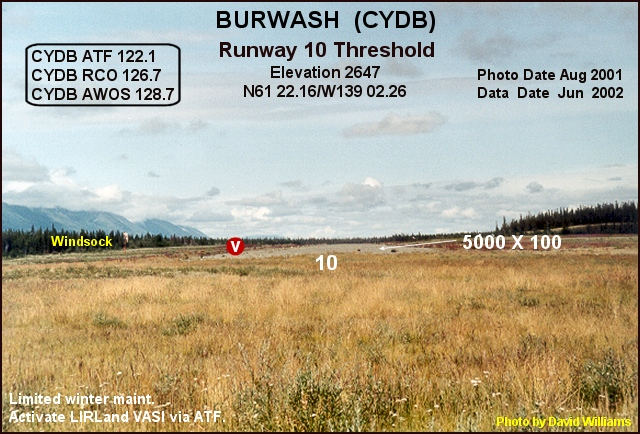
伯沃什机场跑道
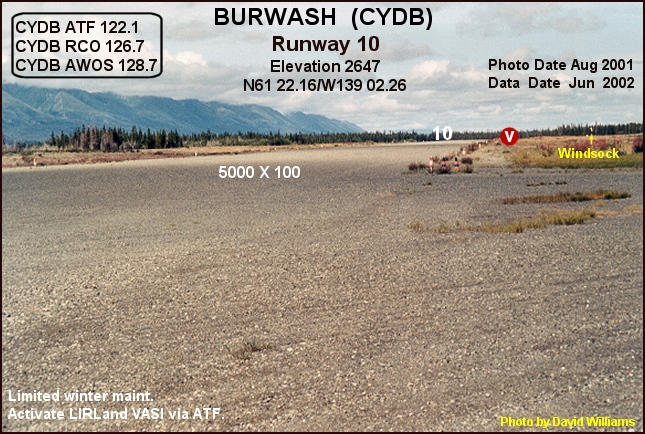
机场10号跑道